# Las Aldehuelas
Las Aldehuelas ist eine aus insgesamt fünf Weilern (pedanías) bestehende Gemeinde (municipio) mit 60 Einwohnern (Stand: 2024) im Nordosten der spanischen Provinz Soria in der Autonomen Gemeinschaft Kastilien-León.

## Lage und Klima
Die Weiler der Gemeinde liegen allesamt im Quellgebiet des Río Cidacos in der Sierra de Alba im Nordosten der Provinz Soria in einer Höhe von ca. 1200 bis 1300 m. Die Entfernung zur südwestlich gelegenen Provinzhauptstadt Soria beträgt ca. 35 km (Fahrtstrecke). Das Klima ist gemäßigt; Regen (ca. 675 mm/Jahr) fällt überwiegend im Winterhalbjahr.

## Bevölkerungsentwicklung
| Jahr      | 1857 | 1900 | 1950 | 2000 | 2017 |
| Einwohner | 516  | 411  | 424  | 120  | 65   |

Die zunehmende Mechanisierung der Landwirtschaft sowie die Aufgabe von bäuerlichen Kleinbetrieben und der daraus resultierende Verlust an Arbeitsplätzen haben in hohem Maße zu dem deutlichen Bevölkerungsrückgang seit der Mitte des 20. Jahrhunderts beigetragen.

## Wirtschaft
Die Gemeinde ist in hohem Maße landwirtschaftlich geprägt, wobei die Zucht von Schafen und Ziegen und die Milch- und Käsewirtschaft bedeutende Rollen spielen. In den letzten Jahrzehnten des 20. Jahrhunderts ist der Tourismus in Form der Vermietung von Ferienwohnungen (casas rurales) als Einnahmequelle hinzugekommen. Im Jahr 2005 wurde ein aus 59 Anlagen bestehender Windpark mit einer installierten Leistung von 47200 kW in Betrieb genommen.

## Geschichte
Zur Geschichte der Gemeinde, die im Mittelalter zur Comunidad de Villa y Tierra de Yanguas gehörte, ist kaum etwas bekannt. Seit dem 19. Jahrhundert bilden die Weiler Las Aldehuelas, Los Campos, Ledrado, Valloria und Villaseca Somera die Gemeinde.

## Sehenswürdigkeiten
- Die Häuser der Gemeinde bestehen aus Bruchsteinmaterial, welches in früheren Zeiten durch ein wenig Erde gegen Witterungseinflüsse abgedichtet wurde. In der zweiten Hälfte des 20. Jahrhunderts wurde die Erde meist durch Zementmörtel ersetzt.
- Die kleinen Kirchen bestehen aus demselben Baumaterial. Erwähnenswert sind die beiden romanischen Dorfkirchen von Valloria und Los Campos.[4]